# Franz Buchenrieder
Franz Xaver Buchenrieder ist ein deutscher Basketballtrainer, -funktionär und ehemaliger -spieler.

## Laufbahn
Buchenrieders Heimatverein ist die Turngemeinde (TG) Landshut. Ende der 1980er Jahre spielte er während seines Studiums in München für den FC Bayern in der Basketball-Bundesliga. Er war Manager der Landshuter Herrenmannschaft, der 1995 unter Trainer Scott Etnyre der Aufstieg in die Bundesliga gelang. Nachdem die Mannschaft nach dem Abstieg aus der Bundesliga während der Zweitligasaison 1996/97 aus der 2. Basketball-Bundesliga in den Amateurbereich zurückgezogen worden war, gelang es Buchenrieder als Manager und Vorsitzender der TG-Basketballabteilung, die Mannschaft 2008 mit dem Aufstieg in die 2. Bundesliga ProB ins Profigeschäft zurückzuführen.
2013 übernahm er das Traineramt bei der Spielgemeinschaft DJK Straubing/TV 64 Landshut. 2015 zog er in den Chiemgau, im Sommer 2019 trat er beim TV Traunstein den Posten des Sportdirektors an. Er wurde bei dem Verein ebenfalls Leiter der Basketballabteilung.